# Bestra Suka
Bestra Suka (kaszb. Bestrô Sëka) – osada w Polsce położona w województwie pomorskim, w powiecie kościerskim, w gminie Stara Kiszewa. Bestra Suka jest miejscowością pogranicza kaszubsko-kociewskiego leżącą na skraju Pojezierza Kaszubskiego i na wschodnim krańcu Wdzydzkiego Parku Krajobrazowego. Wieś wchodzi w skład sołectwa Olpuch.
W latach 1975–1998 miejscowość położona była w województwie gdańskim.

## Nazwa miejscowości
Jest to rodzaj złożonej nazwy topograficznej o charakterze żartobliwym. W uprawach zboża były miejsca, gdzie z braku nawozu, czy słabszej gleby, zboże wyginęło i takie pole przypominało leżącego, łaciatego psa (sukę). Kaszubski przymiotnik bestri oznacza powiem 'pstry, różnokolorowy'. Na Kaszubach jest kilka osad określanych taką nazwą, przysiółek Wyczechowa (w spolonizowanej formie Pstra Suka), a także wybudowanie między Pępowem a Żukowem.